# Domushuset, Lund

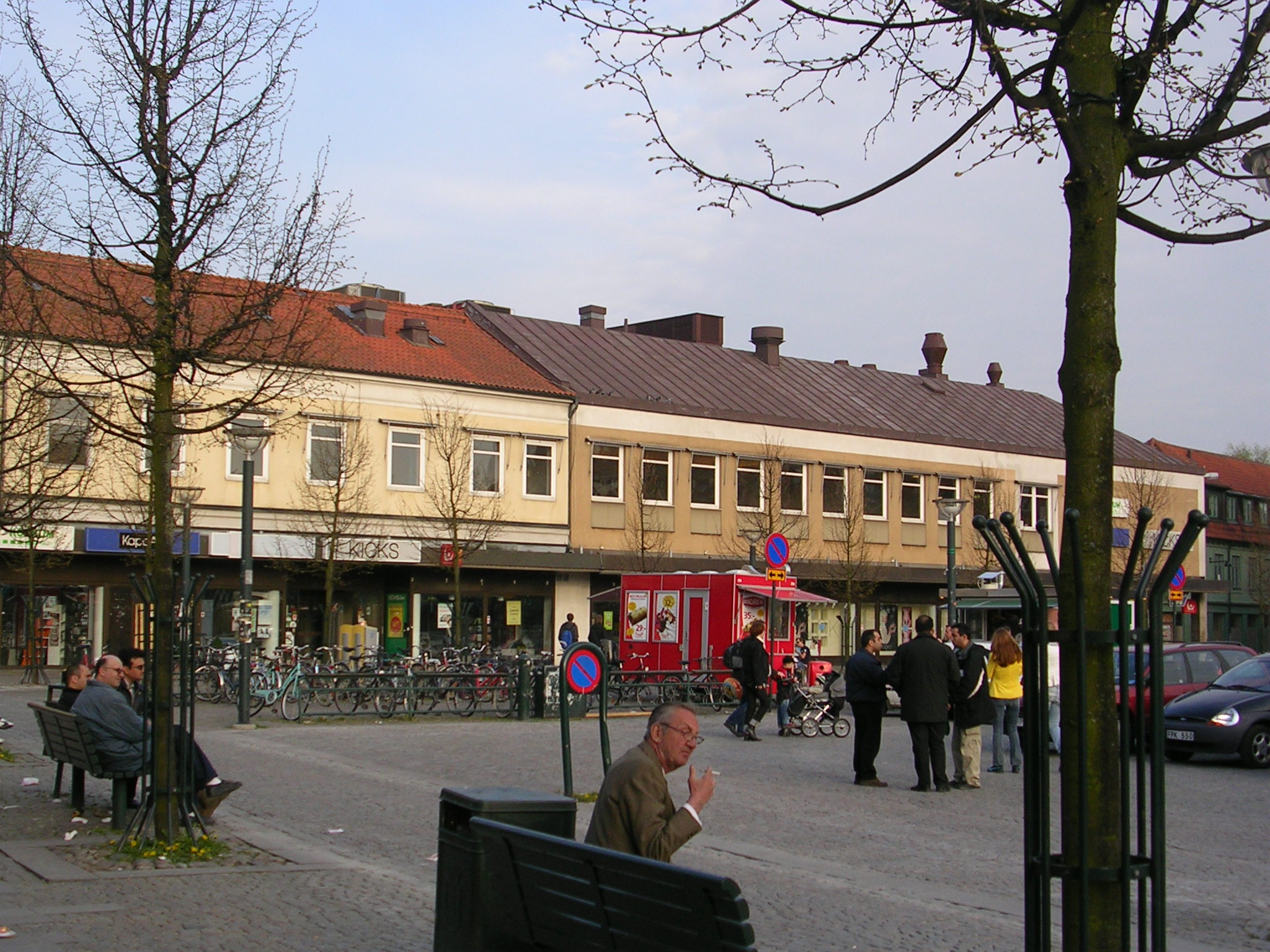
Domushuset i Lund i början av år 2005. Fasaden såg i stort sett ut så här från byggandet till renoveringen 2005 (undantaget butikernas omskyltningar).

Domushuset är en populär benämning på en fastighet belägen vid Mårtenstorget i kvarteret Brunius i Lund som förvaltas av KF Fastigheter. Namnet kommer av att huset länge innefattade ett Domusvaruhus. Arkitekt var Nils Johan Lundgren, född 3 juli 1881 i Helsingborg. Han var en inflytelserik arkitekt i Helsingborg mellan 1914 och 1940 och var under en period biträdande stadsarkitekt till Alfred Hellerström. Bland hans verk är Domushuset i Lund. Han är far till arkitekt Filip Lundgren. 

## Historik
Epa, som brukar ses som Lunds första varuhus, öppnade i kvarteret 1931 (i den så kallade Bülowska fastigheten vilken tidigare bland annat innehållit Folkets Tidnings redaktion). Epa flyttade 1957 till lokaler på Stora Södergatan där de fortfarande fanns kvar år 2005, under namnet Åhléns.
Den första kooperativa butiken öppnades 1907 av Kooperativa Föreningen Fenix (på Mårtenstorget 11) i ett hus från 1860-talet. Butiken växte och 1925 togs granntomten över. Den slogs ihop med den ursprungliga tomten och bebyggdes följande år.
Efter att Epa flyttat kunde Konsumentföreningen Solidar (som Fenix nu hette) 1960 ta över Epas fastigheter som låg söder om Solidars befintliga fastighet. 1969 byggde Solidar en fastighet för godshantering och kontor med fasad mot Laboratoriegatan på kvarterets andra sida, men i direkt anslutning till fastigheterna mot Mårtenstorget. Den följdes 1972 av att man rev Epas gamla lokaler och ersatte med en nya lokaler med en restaurang. 
I början av 1990-talet förändrades Domusvaruhuset som hittills funnits i fastigheten och ersattes av Gröna Konsum (senare Coop Konsum), Kicks och KappAhl. TIll huset kom även en Mister Minit och Konsums förbutik.

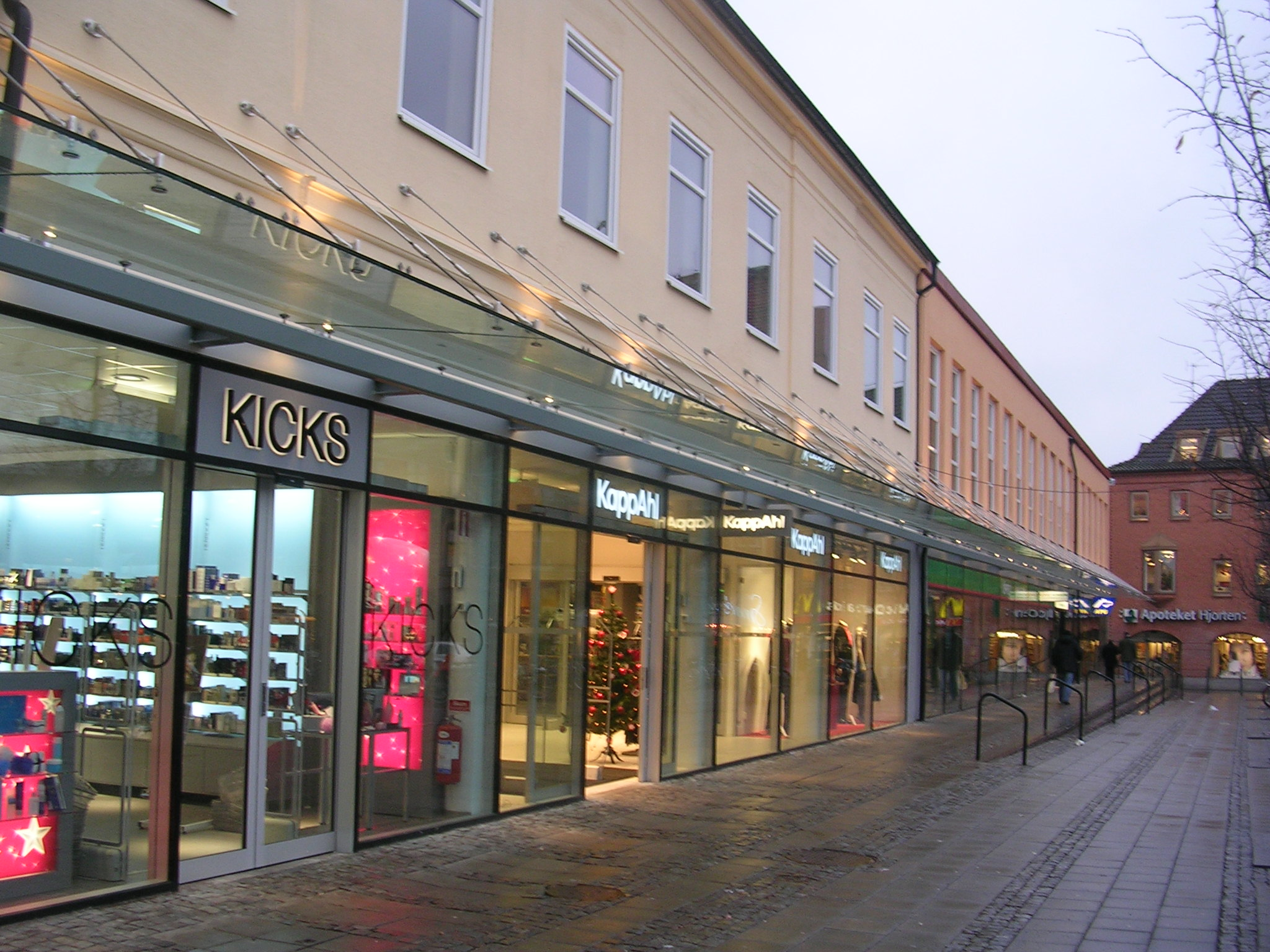
Efter renoveringen.

I januari 2005 påbörjades en omfattande ombyggnad av huset som beräknades vara klar i augusti samma år. Detta innebar bland annat att butikerna fick entréer mot torget och att en fjärde butiklokal tillkom (den kom att disponeras av Intersport under en period). Fasaden fick samtidigt en ny färg och fönsterna på nedervåningen förstorades. På husets andra våning inreddes kontorslokaler och antalet parkeringsplatser utökades.  Restaurang 4 kök hade stängts redan år 2003 inför ombyggnaden. 
Under 2007 byggdes huset om igen och övervåningen gjordes om till butikslokal. En rulltrappa byggdes mellan KappAhl och Konsum som ledde upp till den nya butikslokalen. Ursprungligen fördes förhandlingar med Clas Ohlson om att disponera lokalen, men det blev Team Sportia som kom att flytta in där istället.  Butiken invigdes i november 2007 och i samband med detta började man använda namnet Brunius för huset, efter det kvarter som byggnaden ligger i.

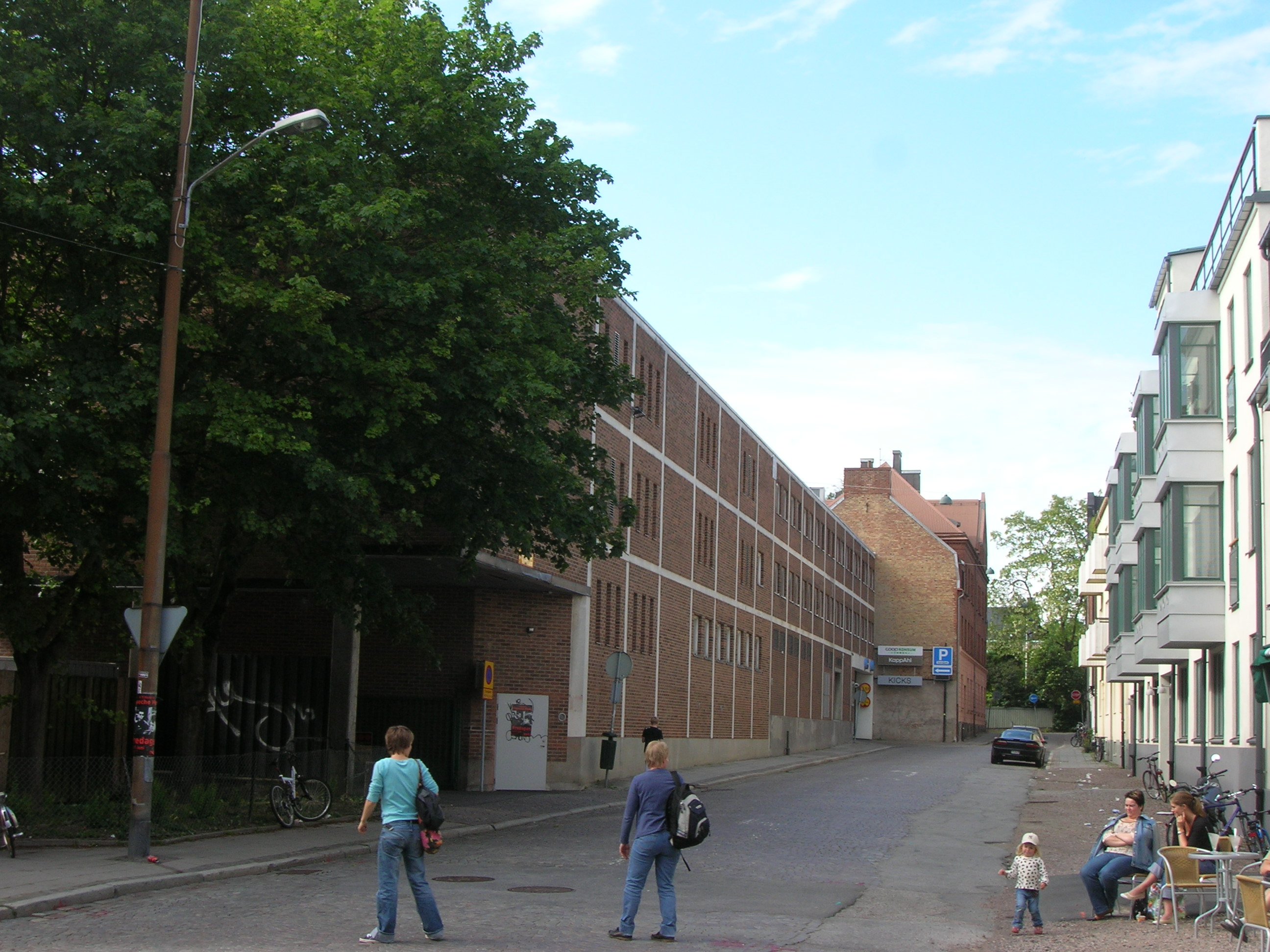
Baksidan 2007.

På kvarterets västra mot Laboratoriegatan fanns tidigare Domus personal- och lagerutrymmen. År 2008 bröts de övre våningarna av denna del av komplexet ut till en egen fastighet, Brunius 17, belägen ovanpå den tidigare (tredimensionell fastighetsbildning). Brunius 17 såldes till Hotellfastigheter Sverige AB som rev den gamla bebyggelse och uppförde ett hotell i dess ställe.
Fastigheten ägdes av KF Fastigheter fram till den 1 oktober 2009 när den såldes till Arne Paulssons Byggnads AB.
Team Sportia lämnade fastigheten år 2014 och dess lokaler övertogs senare av företaget Eurofinans.